# Massimeno
Massimeno ist eine italienische Gemeinde (comune) im Trentino in der autonomen Region Trentino-Südtirol mit 138 Einwohnern (Stand am 31. Dezember 2023). Die Gemeinde liegt etwa 27,5 Kilometer westnordwestlich von Trient an der Sarca im Rendenatal und gehört zur Talgemeinschaft Comunità delle Giudicarie.

## Verkehr
Durch die Gemeinde führt die Strada Statale 239 di Campiglio von Dimaro nach Tione di Trento.